# Turmalin
Turmalin er et mineral, som anvendes til smykkesten. Det er et silikat som består af aluminium, jern, magnesium, lithium og andre grundstoffer. Mineralet findes i forskellige varieteter: farveløs og brun, blå, rosa, rød, sort, violet og grøn. Turmalin er velegnet som smykkesten på grund af mineralets robusthed, slidstyrke og smukke farver som skifter (changerer). De fleste forekomster findes i Sri Lanka, Madagaskar, Mozambique og Brasilien.

## Farvetyper
Mineralogerne anvender forskellige betegnelser for de forskellige farvetyper, blandt andet: 
- farveløs – achroit
- rød – rubelit
- sort – skørl
- brun – dravit
- blå – indigolit
- rosa – rubelit
- grøn – verdelit

Der findes turmaliner med to eller tre farver i samme sten. Den er en ædelstensgruppe med meget stor variation i farver og farveintensitet. De bedst kendte er de grønne, pink og røde rubelliter. 

### Blå turmaliner
De sjældneste turmaliner er de rene blå, og de er de kostbareste bortset fra dem fra Paraiba. 
De blå findes primært i det nordlige Brasilien og i Namibia, Afghanistan, Pakistan og Nigeria. Den blå turmalin kaldes også indigolit.

## Slibning
Det kræver stor ekspertise og erfaring at slibe turmaliner. Turmaliner er type 2 ædelstene og rubelit er type 3 ædelstene. Det betyder, at de er født med væsentligt flere indeslutninger end f.eks. diamanter. Sliberen skal på en gang iagttage en ret udviklet dikroisme (dobbeltfarve) og sikre, at farven ved slibning fremkommer ens i hele stenen uden at flække den. Nogle indeslutninger kan forårsage spændinger og svække turmalinen. En sliber skal bare holde den mod slibehjulet i en forkert vinkel, før den flækker. Har turmalinen først overlevet den hårde slibeproces er den modstandsdygtig og også ret hård, 7-7,5 på Mohs' skala. Det gør den både velegnet til alle slags smykker og let at vedligeholde.